# Firmin Onissah
Firmin Onissah (11 marzo 1946) è un ex cestista francese.

## Carriera
Con la Francia ha disputato i Campionati europei del 1973.